# Grèce au Concours Eurovision de la chanson 2012
La Grèce a participé au Concours Eurovision de la chanson 2012, qui a eu lieu entre le 22 et le 26 mai 2012 à Bakou en Azerbaïdjan. Le diffuseur national grec Ellinikí Radiofonía Tileórasi (ERT) annonce ses projets pour la sélection le 30 janvier 2012 qui inclut un coût financier moindre en raison de la crise de la dette publique qui affecte le pays. Parmi les coûts que le diffuseur demande, il y a l'enregistrement et la production des chansons participantes à la sélection qui sont aux frais des maisons de disques. Universal Music Greece est le seul label qui accepte de les financer.
Les quatre artistes en compétition (Cassiopeia, Dora, Elefthería Eleftheríou et Velvet Fire) sont présentés le 28 février 2012 par le biais du site web et des pages Facebook et Twitter du diffuseur national consacré à l'Eurovision. La finale nationale a lieu le 12 mars 2012 au centre commercial Athens River West et est remporté par la chanson Aphrodisiac interprétée par Eleftheria Eleftheriou, qui représente donc la Grèce à l'Eurovision, qui est sélectionné à l'aide d'une combinaison de votes venant du public et d'un jury. À la suite de la finale nationale, Eleftheriou entreprend une campagne de promotion avec la majorité de celle-ci ayant lieu par Internet.
Le 25 janvier 2012, lors du tirage au sort de la répartition des pays dans les demi-finales, la Grèce est programmé pour participer à la première moitié de la première demi-finale qui a lieu le 22 mai 2012. Lors du tirage au sort de l'ordre de passage, le 20 mars 2012, ceci est confirmé puisque la Grèce passe en troisième position lors de cette demi-finale entre l'Islande et la Lettonie. Le 22 mai, la Grèce termine à la 4e place de la première demi-finale avec 116 points et se qualifie pour la finale qui a lieu dans le Baku Crystal Hall le 26 mai 2012. Lors de la conférence de presse des qualifiés après la demi-finale, un tirage au sort pour l'ordre de passage a lieu pour les dix qualifiés pour déterminer en quelle position ces pays vont passer lors de la finale. Eleftheriou choisit au hasard la 16e position et chante après le Danemark et avant la Suède lors de la finale où le pays prend le 17e place avec 64 points venant à la fois du public et des jurys nationaux.

## Contexte
Avant le concours 2012, la Grèce a participé au Concours Eurovision de la chanson 32 fois depuis son entrée dans le concours en 1974, l'a remporté en 2005 avec la chanson My Number One interprétée par Elena Paparizou et s'est classé troisième à trois reprises : en 2001, avec la chanson Die for You  du duo Antique ; en 2004 avec Shake It chanté par Sakis Rouvas ; et en 2008 avec Secret Combination de Kalomoira. Depuis l'introduction d'une demi-finale lors du Concours 2004, la Grèce a toujours terminé parmi les dix premiers tous les ans. Son plus mauvais résultat date de 1998 où elle s'est placée à la 20e place avec la chanson Mia Krifi Evesthisia de Thalassa avec seulement 12 points décernés par Chypre.
Le diffuseur national grec, Ellinikí Radiofonía Tileórasi (ERT) est chargé de la participation de la Grèce chaque année y compris de la sélection de la chanson et de l'artiste représentant le pays,. Même si les méthodes de cette sélection ont varié au cours des années, le plus courant est l'organisation d'une finale nationale où plusieurs artistes s'affrontent avec des chansons déjà sélectionnés et où le vainqueur est décidé par un jury, le vote du public ou par les deux. Dans la plupart des cas, les sélections internes sont réservés pour des artistes très médiatisés, de grande envergure avec une chanson qui est soit sélectionné en interne ou choisie parmi plusieurs chansons, écrits par un ou plusieurs compositeurs et interprétée par l'artiste choisi lors d'une finale télévisée. Également, une des méthodes les plus particulières a été de faire en 2004 pendant plusieurs mois un concours de talent sous forme de télé-réalité, comme dans les émissions inspirés par le format Idol mais toutefois, cette méthode n'a plus été utilisée par la suite. La notoriété des participants a aussi varié, allant d'artistes non connus avant leur passage dans le concours aux superstars de la musique déjà établis. Depuis les années 2010, ERT utilise chaque année une finale nationale avec des artistes généralement peu installés et peu médiatisés. À la fin du mois de novembre 2011, le porte-parole adjoint des relations publiques d'ERT confirme la participation du pays au concours 2012  en raison de la popularité du concours. ERT indique également que leur budget pour la compétition sera réduit de façon significative par rapport aux années précédentes,.

## Avant l'Eurovision

### Processus de sélection
ERT annonce officiellement ses projets pour la sélection le 30 janvier 2012 et réaffirme qu'il participera au concours avec le coût le plus faible possible en raison de la crise de la dette publique qui affecte le pays,. Pour atteindre cet objectif, le diffuseur adopte une approche différente par rapport aux années précédentes, en cherchant à partager la majorité des coûts de participation avec une maison de disques importante. Parmi les coûts que ERT veut que la maison de disques couvre, il y a les coûts d'enregistrement et de production des chansons qui participent à la sélection, de promotion comprenant la production du CD promotionnel du vainqueur, les salaires des professionnels de la création et de l'artistique ainsi que les frais de transport et d'hébergement à Bakou. Le seul label qui accepte ces conditions est Universal Music Greece et cela conduit à un accord entre le diffuseur et le label concernant le processus de la sélection. Le 23 février 2012, ERT annonce que quatre artistes participent à la finale nationale du 12 mars 2012. Enfin, un tirage au sort pour déterminer l'ordre de passage a lieu le 4 mars 2012 lors d'un évènement médiatique organisé par ERT et Universal Music Greece,,.

#### Chansons
Les chansons postulantes sont publiés le 28 février sur les pages Facebook, Twitter et sur le site web officiel d'ERT consacré à l'Eurovisions même si les noms des artistes et des auteurs-compositeurs sont pas affichés dans le but de mettre l'accent principalement sur les chansons. Deux jours plus tard, le 1er mars 2012, les chansons commencent à être diffusés sur les stations radio d'ERA. Le 4 mars 2012, ERT et Universal Music Greece organise une réception invitant tous les médias de masse à rencontrer les artistes de la finale nationale grecque. Le lendemain, le 5 mars, tous les détails de la compétition sont connus et des vidéos avec les aperçus des chansons commencent à être diffusés à la télévision. De plus, Universal Music Greece sort les quatre chansons de la compétition sous forme de téléchargement numérique à la même date.

##### Baby I'm Yours
Dora choisit la chanson Baby I'm Yours, écrite par le duo Hush Hush, qui est composé de Franc et de Ilias Pantazopoulos, et avec des paroles de Nektarios Tyrakis. Tyrakis est surtout connu pour avoir écrit les paroles de la chanson représentant la Grèce en 2004, Shake It ainsi que la chanson de la Biélorusse en 2005, Love Me Tonight. Dora, quant à elle, avait été déjà essayé, à l'âge de 14 ans, de représenter la Grèce au Concours Eurovision de la chanson junior 2006 mais elle s'était seulement classée à la quatrième place lors de la finale nationale.

##### Killer Bee
Le groupe Cassiopeia choisit la chanson Killer Bee, composée par Christos Dantis avec des paroles de Leonidas Chatzaras. Christos Dantis est connu pour avoir écrit la chanson ayant remporté le Concours Eurovision pour la Grèce en 2005 My Number One ainsi que pour sa participation à la finale nationale grecque en 2007. Cassiopeia est formé peu de temps avant la finale nationale et est composé de trois filles Elena, Naya et Maria.

##### No Parking
Le groupe Velvet Fire choisit la chanson No Parking, écrite par George Samuelson et Leonidas Chantzaras. Velvet Fire a été formé fin 2011 avec George Alex et May Sokolai.

##### Aphrodisiac
Eleftheria Eleftheriou choisit la chanson Aphrodisiac, écrite par Dimitris Stassos, Mikaela Stenström et Dajana Lööf. Dimitris Stassos est connu notamment pour avoir écrite la chanson représentant l'Espagne en 2009 La noche es para mí. Eleftheriou, quant à elle, est connue pour avoir participé à la seconde saison du l'édition grecque du concours de talents The X Factor et essaye également de représenter la Grèce au Concours Eurovision de la chanson 2010 mais une semaine avant la présentation des chansons, sa chanson est diffusée sur le web ce qui la disqualifie de la sélection.

### Résultats
ERT et Universal Music Greece organisent la finale nationale le 12 mars 2012 sur la scène du River West qui est situé au Athens River West Mall. Comme lors des années précédentes, la chanson gagnante est choisie à l'aide d'une combinaison du vote du public et du jury qui représente chacun 50 % du vote total. Les cinq membres du jury sont la productrice radio et directrice d'ERA Marina Lahana, du chef d'orchestre Andreas Pilarinos, du responsable des relations publiques de ERT Foteini Giannolatou et des producteurs radio Mihalis Tsaousopoulos et Tasos Trifonos. La finale est diffusée sur les chaînes appartenant à ERT, ET1 et ERT World, ainsi que sur les sites web officielles d'ERT et du Concours Eurovision de la chanson à 22 h heure locale,. Maria Kozakou, une DJ radio de  ERA qui avait commenté le concours en 2011 présente l'émission avec Giorgos Frantzeskakis. La finale comporte des invités qui participent au Concours Eurovision 2012 comme Ivi Adamou pour Chypre, Sofi Marinova pour la Bulgarie et Anggun pour la France, venues chanter leurs chansons. L'émission comprend aussi une performance du représentant grec à l'Eurovision 2011 Loukas Giorkas ainsi que les jeunes artistes de Universal Music Greece  Giorgos Sabanis et Christos P.
La finale nationale dure environ deux heures et sa diffusion sur ERT rassemble 10,8 % des téléspectateurs selon ABG Nielsen Hellas, ce qui est moins que l'année précédente où la finale avait réuni 17,4 % du public,. Durant la diffusion de la finale, #Eurovisiongr est un trending topic mondial sur Twitter. Les réactions à la suite de cette finale nationale sont pour la plupart négatives avec de nombreux personnalités médiatiques et téléspectateurs qui critiquent le choix du lieu, la mauvaise production, le manque de visibilité, les animateurs mauvais et l'utilisation du play-back au lieu d'une interprétation en direct,. ERT avait déjà utilisé des performances en play-back les années où il y avait qu'un seul artiste lors de la finale comme en 2005, 2006 et en 2009 par exemple pour veiller à ce que tous les morceaux aient droit à une interprétation de niveau égal de la part de l'artiste et ainsi cela permet de ne pas favoriser un compositeur et/ou une chanson. Cependant, dans ce cas, les téléspectateurs estiment que l'utilisation du playback ne permet de déterminer quel est l'artiste qui a donné la meilleure performance vocale lors de la finale,. Beaucoup commentent également que la chanson et la performance de Eleftheriou n'était pas sans rappeler les anciens représentantes grecques à l'Eurovision Elena Paparizou et Kalomira. Malgré les nombreuses plaintes, d'autres applaudissent les efforts du diffuseur à prendre part au concours avec un budget limité et son choix judicieux d'utiliser le cadre naturel d'un centre commercial comme toile de fond et décoration au lieu d'un studio sombre comme c'était le cas l'année précédente. L'ancien participant à l'Eurovision Sakis Rouvas félicite également le diffuseur pour continuer de participer au concours avec un budget serré et fait remarquer que le résultat produit par la production doit être vu comme « un signe des temps » en faisant référence à la crise de la dette publique grecque. Un nombre estimé de 24 557 votes sont reçus lors de la finale avec 14 172 d'entre eux venant de SMS et 10 385 d'appels téléphoniques. Toutes les recettes du télévote sont reversés aux associations caritatives Kivotos Tou Kosmou (Arc du monde), Paidika Horia SOS (SOS Villages d'enfants) et To Hamogelo Tou Paidiou (Le sourire d'un enfant). Eleftheria Eleftheriou est la grande gagnante de la finale puisqu'elle remporte le télévote et le vote du jury d'une manière écrasante,.
| Numéro | Artiste                | Chanson        | Auteurs-compositeurs                                      |
| ------ | ---------------------- | -------------- | --------------------------------------------------------- |
| 1      | Dora                   | Baby I’m Yours | Hush Hush (Franc, Ilias Pantazopoulos), Nektarios Tyrakis |
| 2      | Cassiopeia             | Killer Bee     | Christos Dantis, Leonidas Chantzaras                      |
| 3      | Velvet Fire            | No Parking     | George Samuelson, Leonidas Chantzaras                     |
| 4      | Eleftheria Eleftheriou | Aphrodisiac    | Dimitris Stassos, Mikaela Stenström, Dajana Lööf          |

## Promotion
Après sa victoire lors de la finale nationale, Eleftheriou prévoit de se lancer dans une campagne de promotion dont la majorité se fera sur Internet.

## À l'Eurovision
Durant le tirage au sort de la répartition des pays dans les demi-finales du 25 janvier 2012, la Grèce obtient une place dans la première moitié de la première demi-finale du 22 mai. Le 20 mars 2012, le tirage au sort pour l'ordre de passage a lieu afin de déterminer dans quel ordre les pays passent lors de la compétition. À la suite de ce tirage, la Grèce passe en 3e position entre la l'Islande et la Lettonie lors de la première demi-finale.
La chorégraphie utilisée pendant le concours est différente de celle qu'elle a faite lorsqu'elle a présenté pour la première fois la chanson lors de la sélection.
Le pays se qualifie pour la finale en prenant la 4e position avec 116 points et étant classé cinquième par le public et troisième par les jurys.
Lors de la finale du 26 mai, le pays passe en 16e position entre le Danemark et la Suède et termine à la 17e place avec 64 points. Il s'agit du plus mauvais résultat du pays depuis 2004 puisque depuis l'introduction des demi-finales cette année-là, le pays avait toujours terminé dans les dix premiers lors de la finale du concours.

### Points accordés à la Grèce
| 12 points                   | 10 points                                       | 8 points                    | 7 points      | 6 points   |
| --------------------------- | ----------------------------------------------- | --------------------------- | ------------- | ---------- |
| - Chypre - Roumanie         | - Azerbaïdjan - Irlande - Moldavie - Monténégro | - Albanie - Belgique        | - Saint-Marin |            |
| 5 points                    | 4 points                                        | 3 points                    | 2 points      | 1 point    |
| - Islande - Italie - Russie | - Danemark                                      | - Espagne - Israël - Suisse |               | - Autriche |

| 12 points               | 10 points           | 8 points           | 7 points            | 6 points                                              |
| ----------------------- | ------------------- | ------------------ | ------------------- | ----------------------------------------------------- |
| - Albanie - Chypre      |                     | - Roumanie         |                     |                                                       |
| 5 points                | 4 points            | 3 points           | 2 points            | 1 point                                               |
| - Azerbaïdjan - Ukraine | - Moldavie - Serbie | - Russie - Turquie | - Belgique - Israël | - Allemagne - Bosnie-Herzégovine - Bulgarie - Géorgie |

### Points accordés par la Grèce
| 12 points | Chypre      |
| 10 points | Albanie     |
| 8 points  | Roumanie    |
| 7 points  | Russie      |
| 6 points  | Moldavie    |
| 5 points  | Islande     |
| 4 points  | Belgique    |
| 3 points  | Irlande     |
| 2 points  | Saint-Marin |
| 1 point   | Danemark    |

| 12 points | Chypre      |
| 10 points | Albanie     |
| 8 points  | Serbie      |
| 7 points  | Roumanie    |
| 6 points  | Suède       |
| 5 points  | Azerbaïdjan |
| 4 points  | Russie      |
| 3 points  | Italie      |
| 2 points  | Moldavie    |
| 1 point   | Ukraine     |